# Eremogone litwinowii
Eremogone litwinowii är en nejlikväxtart som först beskrevs av Boris Konstantinovich Schischkin, och fick sitt nu gällande namn av Sergei Sergeevich Ikonnikov. Eremogone litwinowii ingår i släktet Eremogone och familjen nejlikväxter. Inga underarter finns listade i Catalogue of Life.